# Afabet
Afabet – miasto w północnej Erytrei; w Regionie Północnym Morza Czerwonego; 35 673 mieszkańców (1997).
W czasie wojny o niepodległość Erytrei, w dniach 17 – 20 marca 1988 w okolicach Afabetu miała miejsce bitwa zakończona zwycięstwem sił erytrejskich. Samo miasto zostało zajęte 19 marca przez wojska EPLF